# 白鳥希美
白鳥 希美（しらとり のぞみ、10月21日 - ）は、日本の漫画家。静岡県出身。血液型はA型。「ちゃお」「ChuChu」（いずれも小学館）にて執筆している。
2002年、「ちゃおDX」（小学館）春の増刊号『いちごの片思い』でデビュー。代表作に『春色ラプンツェル』など。趣味はクマノミなどの海水魚飼育。

## 作品リスト
- いちごの片想い（2002年ちゃおDX春号）
- 秘密の花園（2002年ちゃおDX初夏号)
- きら星に願いを…（2002年ちゃお増刊ChuChu夏号）
- りんごの内緒話（2002年ちゃおDX秋号）
- セント☆ニコラウスカンパニー（2003年ちゃおDX冬号）
- 春色らぷんつぇる（2003年ちゃお4月号）
- りりかるサンクチュアリ（2003年ちゃお増刊ChuChu春号）
- 愛しのハッシュパピー（2003年ちゃお増刊ChuChu夏号）
- 唇にメリークリスマス（2004年ちゃおDX冬号）
- "Good Boy!"ガウディ（2004年ちゃお3月号）
- 潮風の贈り物（2004年ちゃお増刊ChuChu春号）
- ファニーガールにご用心（2004年ちゃお増刊ChuChu夏号）
- 春咲小町（2005年ちゃおDX春号）
- キスより優しく（2005年ちゃお増刊ChuChu春号）
- ヤドカリの恋（2005年ちゃお増刊ChuChu初夏号）
- 夏休みのシュクダイ（2005年ちゃお増刊ChuChu夏号）
- 天使がふわり。（2005年ちゃお増刊ChuChu秋号）
- ハニーはご機嫌ななめ（2006年ChuChu3月号）
- うそつき咲ちゃんのめくるめく日常（2006年ChuChu6月号）
- 読者が体験したホントにあった怖い話（2006年ChuChu8月号）
- 春待ちアンドロイド（2006年ChuChu9月号）
- 片道きっぷにお願い（2006年ChuChu11月号別冊）
- KISSはおあずけ（2006年ChuChu12月号）
- 宇宙色(そらいろ)のナミダ(2008年ChuChu9月号)
- 雪あかりのトナカイくん（2008年chuchu12月号）